# Nikolaevsk-na-Amure Air Enterprise
Nikolaevsk-na-Amure Air Enterprise is een Russische luchtvaartmaatschappij met haar thuisbasis in Nikolajevsk aan de Amoer.

## Geschiedenis
Nikolaevsk-na-Amure Air Enterprise is opgericht in 1992 als opvolger van Aeroflots luchtvaartdivisie in Nikolajevsk aan de Amoer.

## Vloot
De vloot van Nikolaevsk-na-Amure Air Enterprise bestaat uit (november 2006):
- 3 Jakolev Jak-40()
- 1 Jakolev Jak-40K